# Douglas Urbanski
Pour les articles homonymes, voir Urbanski.
Douglas Urbanski, né le 17 février 1957 à Somerville (New Jersey), est un producteur américain de cinéma.
Il est, avec son ami Gary Oldman, le fondateur de la société de production SE8 Group.

## Filmographie

### Producteur
- 1997 : Ne pas avaler, de Gary Oldman
- 1999 : Guns 1748 de Jake Scott
- 2000 : Manipulations de Rod Lurie
- 2001 : Nobody's Baby de David Seltzer
- 2003 : Tiny Tiptoes de Matthew Bright
- 2004 : Dead Fish de Charley Stadler
- 2006 : The Backwoods de Koldo Serra
- 2017 : Les Heures sombres (Darkest Hour) de Joe Wright
- 2019 : Mary de Michael Goi : Jay
- 2019 : The Laundromat : L'Affaire des Panama Papers (The Laundromat) de Steven Soderbergh

### Acteur
Il apparaît en 2010 dans le rôle secondaire de Larry Summers dans le film The Social Network.

## Récompenses
BAFTA Awards
Alexander Korda Award pour le meilleur film britannique partagé avec Gary Oldman et Luc Besson
Critics Choice Awards
Alan J. Pakula Award for artistic excellence by illuminating issues of great social and political importance partagé avec Rod Lurie, Joan Allen, Jeff Bridges, Christian Slater, Sam Elliott, William Petersen, Saul Rubinek, Philip Baker Hall, Mike Binder, Robin Thomas et Mariel Hemingway